# 紀元前532年
紀元前532年（きげんぜん532ねん）は、西暦（ローマ暦）による年。紀元前1世紀の共和政ローマ末期以降の古代ローマにおいては、ローマ建国紀元222年として知られていた。紀年法として西暦（キリスト紀元）がヨーロッパで広く普及した中世時代初期以降、この年は紀元前532年と表記されるのが一般的となった。

## 他の紀年法
- 干支 : 己巳
- 日本
  - 皇紀129年
  - 安寧天皇17年
- 中国
  - 周 - 景王13年
  - 魯 - 昭公10年
  - 斉 - 景公16年
  - 晋 - 平公26年
  - 秦 - 哀公5年
  - 楚 - 霊王9年
  - 宋 - 平公44年
  - 衛 - 霊公3年
  - 陳 - 恵公2年
  - 蔡 - 霊侯11年
  - 曹 - 武公23年
  - 鄭 - 簡公34年
  - 燕 - 悼公4年
  - 呉 - 余祭16年
- 朝鮮
  - 檀紀1802年
- ベトナム :
- 仏滅紀元 : 13年
- ユダヤ暦 : 3229年 - 3230年

## できごと

### 中国
- 斉の陳無宇と鮑国が欒氏と高氏を攻撃した。稷の戦いで欒氏と高氏は敗れ、欒施（子旗）と高彊は魯に亡命した。
- 魯の季孫意如が莒を攻撃し、郠を奪った。

## 死去
- 平公 - 晋の君主
- 平公 - 宋の君主